# Une saga moscovite (série télévisée)
Pour l’article homonyme, voir Une saga moscovite.
Une saga moscovite (en russe : Московская сага) est une mini-série télévisée russe en 22 épisodes, réalisée par Dmitri Barchtchevski et diffusée entre le 11 octobre 2004 et le 12 novembre 2004 sur la principale chaîne de télévision russe Pervy Kanal. Le tournage est subventionné par le gouvernement de la fédération de Russie.
Tirée du roman éponyme de Vassili Axionov, cette saga évoque la vie de famille du professeur de médecine Boris Gradov depuis les années 1920 jusqu'au milieu des années 1950. Le destin des principaux protagonistes est étroitement lié à l'Histoire de l'URSS sous Staline dont ils côtoient de près ou de loin les personnalités importantes comme Mikhaïl Frounze, Vassili Djougachvili, Lavrenti Beria et d'autres,.

## Distribution
- Youri Solomine : Boris Gradov, professeur de médecine
- Inna Tchourikova : Mary Gradova (née Goudiachvili), femme de Boris Gradov
- Alexandre Balouïev : Nikita Gradov, fils aîné de Boris et Mary Gradov
- Ekaterina Nikitina (ru) : Veronika Gradova, femme de Nikita Gradov
- Olga Boudina : Nina Gradova, fille de Boris et Mary Gradov
- Alexeï Kortnev (ru) : Vadim Vouoïnovitch
- Kristina Orbakaitė : Vera Gorda, chanteuse (prototype Nina Dorda (ru))
- Dmitri Kharatian : Chevtchouk, surveillant au Goulag
- Marianna Schultz (ru) : Tsilia Rosenblum
- Victoria Tolstoganova : Tassia Pyjykova
- Andreï Smirnov : Léonide Poulkovo
- Sergueï Bezroukov : Vassili Djougachvili
- Marina Yakovleva (ru) : Agacha, la bonne des Gradov
- Alexandre Rezaline (ru) : Nougzar Lamadzé
- Igor Botchkine (ru) : Petoukhov
- Ilya Noskov (ru) : Boris Gradov IV, fils de Nikita et Véronika Gradov
- Dmitri Oulianov (ru) : Sémione Stroïlo
- Irina Kouptchenko : la mère de Maïka
- Maria Poliak (ru) : Elizaveta Mikhaïlovna
- Andreï Ilyne (ru) : Savva Kitaïgorodski, collègue de Boris Gradov, second mari de Nina
- Igor Skliar (ru) : Mikhaïl Frounze
- Valeri Afanassiev (ru) : Gueorgui Joukov
- Pavel Remezov (ru) : Viatcheslav Molotov
- Alexeï Makarov (ru) : Alexandre Cheremetiev
- Vitali Yegorov (ru) : Sandro Pevsner
- Anna Snatkina (ru) : Yolka, fille de Savva et Nina Kitaïgorodski
- Vladimir Dolinski (ru) : Saitis
- Elena Proudnikova (ru) : Elena, amie de Véronika au Goulag
- Irina Brazgovka (ru) : maîtresse de Léonide Poulkovo
- Mikhaïl Efremov : chef de propagande à l'Institut de médecine
- Alexandre Khovanski (ru) : Dod Tychler
- Regimantas Adomaitis : le journaliste Reston
- Tatiana Samoïlova : le professeur de mathématiques
- Mark Rudinstein (ru) : Lvov
- Viatcheslav Chalevitch (ru) : général à la Direction générale des renseignements
- Vladimir Youmatov (ru) : enquêteur du NKVD
- Sergueï Silkine (uk) : tueur
- Emiliano Otchagavia (ru) : Galaktion Goudiachvili, frère de Mary

## Fiche technique
- Producteur : Anton Barchtchevski (ru)
- Réalisateur : Dmitri Barchtchevski
- Scénariste : Natalia Vyolina
- Photographie : Krassimir Kostov
- Direction artistique : Sergueï Brzhestovsky (ru)
- Musique : Aleksander Zhourbine (ru)
- Paroles de la chanson Ah, eti tuchi v golubom: Piotr Siniavski (ru)
- Studios : R.I.S.K., Film-Union, Mosfilm